# Steatit-Magnesia
Die Steatit-Magnesia AG war ein bedeutender deutscher Hersteller technischer Keramik für die Elektro- und Elektronikindustrie.
Zu den Erzeugnissen gehörten in den Anfangsjahren der Firma insbesondere
Pressartikel aus Steatit und Melalith:
- hochfeuerfeste Isolatoren für die Elektrowärmetechnik (Heiz- und Glühkörper)
- hochhitze- und säurebeständige Produkte für die chemische Industrie
- Isolatoren für die Elektrotechnik (für Nieder- und Hochspannung, z. B. Zündkerzen)

Mit der Einführung der Produktbezeichnung DRALOWID (DRAhtLOse WIDerstände) und der Gründung des Dralowid-Werks 1927 wurde das Sortiment um keramische und sonstige Bauteile für die sich rasant entwickelnde Rundfunkindustrie erweitert.
Ergänzend wurde eine monatlich im Selbstverlag erscheinende „Zeitschrift für Rundfunkfreunde“ herausgebracht, die Dralowid-Nachrichten (Herausgeber Eugen Nesper).
Zu den Dralowid-Erzeugnissen gehörten neben den namensgebenden drahtlosen Widerständen:
- Drahtwiderstände aller Leistungsklassen
- keramische- und Elektrolyt-Kondensatoren
- sonstige Zubehörteile für die Hochfrequenz- und Radiotechnik
- elektrotechnische Bedarfsartikel wie Tonabnehmer und Mikrofone
- Draloston-Schallplatten für Selbstaufnahmen im Privatbereich

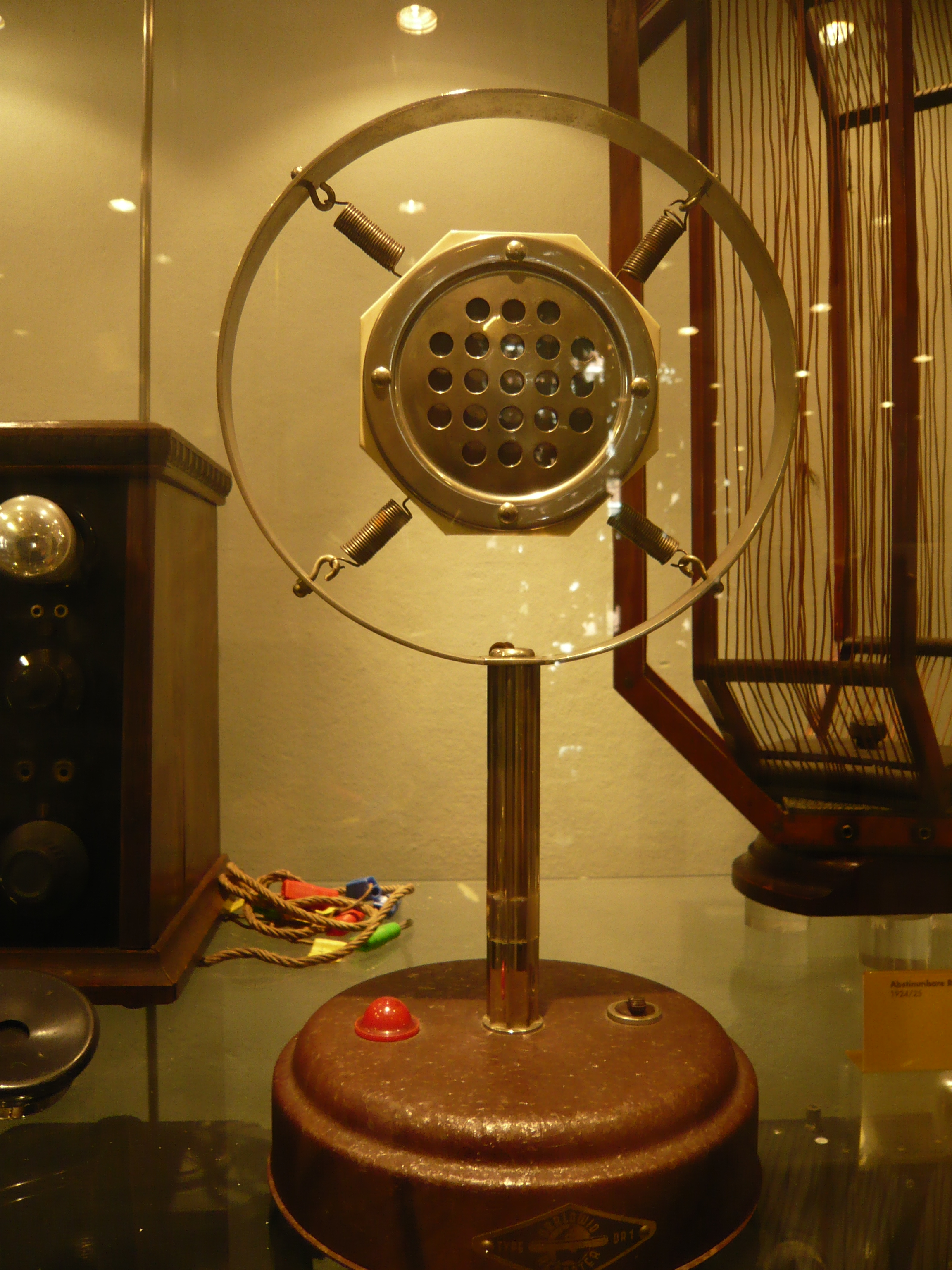
Dralowid-Mikrofon DR1

- Schmalfilmkameras und -projektoren[4][5][6]

## Geschichte

### Von der Firmengründung bis 1945

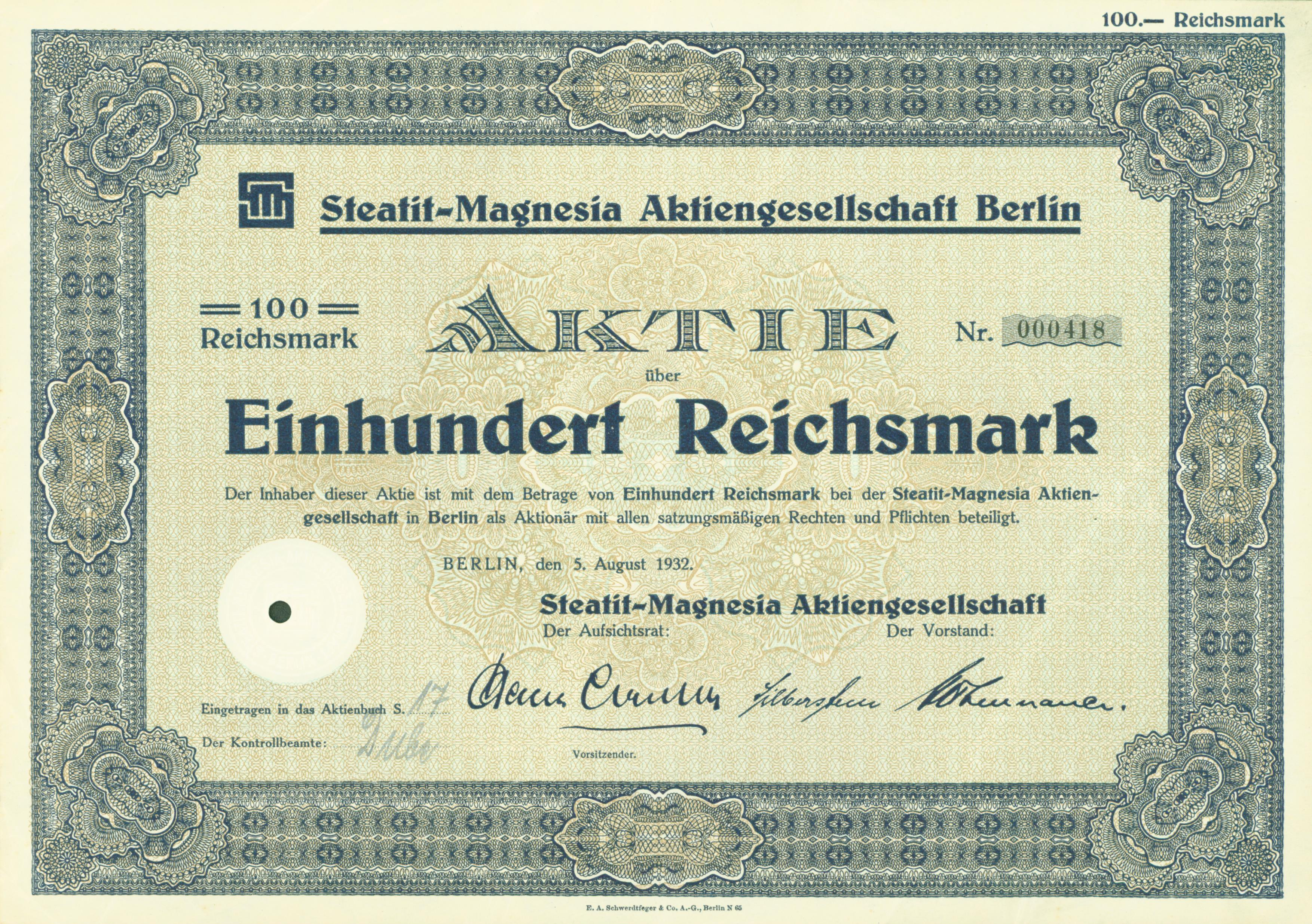
Aktie über 100 RM der Steatit-Magnesia AG vom 5. August 1932

1921 wurde die Steatit-Magnesia AG (STEMAG) aus dem Zusammenschluss der Firmen
- J. von Schwarz AG, Nürnberg,
- Steatit AG, Lauf a.d. Pegnitz,
- Vereinigte Magnesia & Co. und Ernst Hildebrand AG, Berlin-Pankow und
- Jean Stadelmann und Co., Nürnberg

gegründet.
In Berlin-Pankow war der Sitz der Verwaltungszentrale.
Weitere Produktionsstätten befanden sich in der Mühlenstrasse in Berlin (Abteilung „Vesta-Werke“), sowie in Holenbrunn und Lauf an der Pegnitz.
1926 begann man mit der Produktion von Widerständen für alle Gebiete der Elektroindustrie und dem Vertrieb von Zubehörteilen für die Radioindustrie in einem Werk in Berlin-Tempelhof.
1927 erfolgte der Umzug nach Berlin-Pankow in ein Gewerbegebiet Flora- / Ecke Gaillardstraße, der Markenname Dralowid entstand und die Produktionsstätte erhielt den Namen Dralowid-Werk.
Im Sommer 1929 erfolgte eine Fusion mit der Porzellanfabrik Teltow GmbH (1904 gegründet als Porzellan-Manufaktur Conrad, Schomburg & Co, 1908 umbenannt in Porzellanfabrik Teltow GmbH.) Dort stellte man weiterhin technische Porzellane und Melalith-Erzeugnisse her.
Im Jahr 1932 erfolgte die Umwandlung der Teltower Porzellanfabrik in eine Verkaufs-GmbH. Gleichzeitig begann die Verlagerung des Dralowid-Werks von Berlin-Pankow nach Teltow. Diese Verlagerung war 1935 abgeschlossen und die Produktion von Widerständen lief wieder vollständig an.
Ab 1938 modernisierte die Steatit-Magnesia AG die Produktion und führte den Zusatz Keramisches Werk.
Während des Zweiten Weltkriegs war das Unternehmen an der Produktion von Steuerungselementen für das Raketenprogramm der „Wunderwaffe“ V-2 beteiligt. Herbei kam es auch zum Einsatz von Zwangsarbeitern.
Die Bedeutung der Dralowid-Erzeugnisse für die damalige Rundfunkindustrie lässt sich am Katalog von 1939 erkennen, der neben einem umfangreichen Angebot an elektronischen Erzeugnissen eine Vertriebsorganisation mit zahlreichen Vertretungen im In- und Ausland auflistet.

### Nachkriegszeit

#### Standort Teltow
Die STEMAG in Ost-Berlin befand sich nach dem Zweiten Weltkrieg vorübergehend im Besitz der Sowjetunion.
1948 wurde das Dralowid-Werk in Teltow in Volkseigentum (VEB) überführt. Der VEB Dralowid entstand.
Der Firmenname wechselte 1952  zu VEB Werk für Bauelemente der Nachrichtentechnik (WBN)
1953 wurde die Namensergänzung „Carl von Ossietzky“ (CvO) hinzugefügt. 

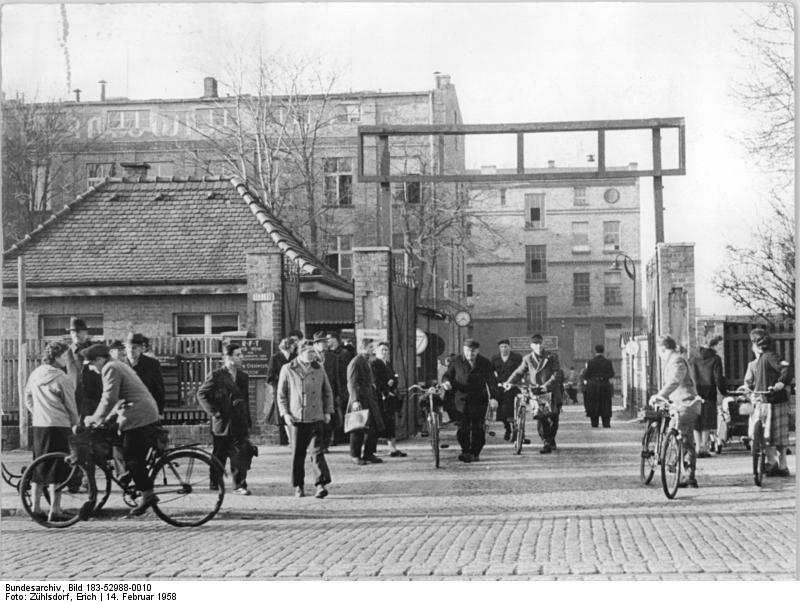
Teltow, VEB „Carl Ossietzky“, Feierabend

Im Jahr 1970 wurde dann mit der Namensänderung VEB Elektronische Bauelemente „Carl von Ossietzky“ (CvO) dieser VEB der Stammbetrieb des Kombinates VEB Elektronische Bauelemente.
Nach der Wende wurde der Betrieb VEB Elektronische Bauelemente „Carl von Ossietzky“ zunächst in eltronik eb GmbH Teltow umbenannt. 1991 wurde das Unternehmen durch die Treuhand an die Unternehmensgruppe Roland Ernst verkauft.

#### Standort Berlin-Pankow
Aus der ehemaligen Porzellanfabrik in Pankow wurde 1947 der  VEB Elektrokeramik Berlin (VEB-EKB).
In den 1980er Jahren erfolgte die Umbenennung in VEB Elektrokeramik „Arthur Winzer“ Berlin. Der Betrieb gehörte zum Kombinat VEB Keramische Werke Hermsdorf mit dem Produktionsprogramm „Keramische Teile für die Niederspannungstechnik, den Schaltfunkenschutz sowie für die Elektrowärme- und Gaswärmetechnik“. Nach der Wende entstand daraus die Firma Elektrokeramik GmbH, die bis zum März 1995 existierte.

#### Neuer Firmensitz in Porz bei Köln
1950 ließ sich die Steatit-Magnesia AG in Porz bei Köln auf dem Gelände der ehemaligen Aero-Stahl-Fluggeräte GmbH nieder.
Die Produktpalette des ehemaligen Teltower Dralowid-Werks wurde weitgehend übernommen und unter dem Markennamen Dralowid weitergeführt. Weiterhin gehörten auch Schmalfilmkameras und -projektoren zum Angebot. 

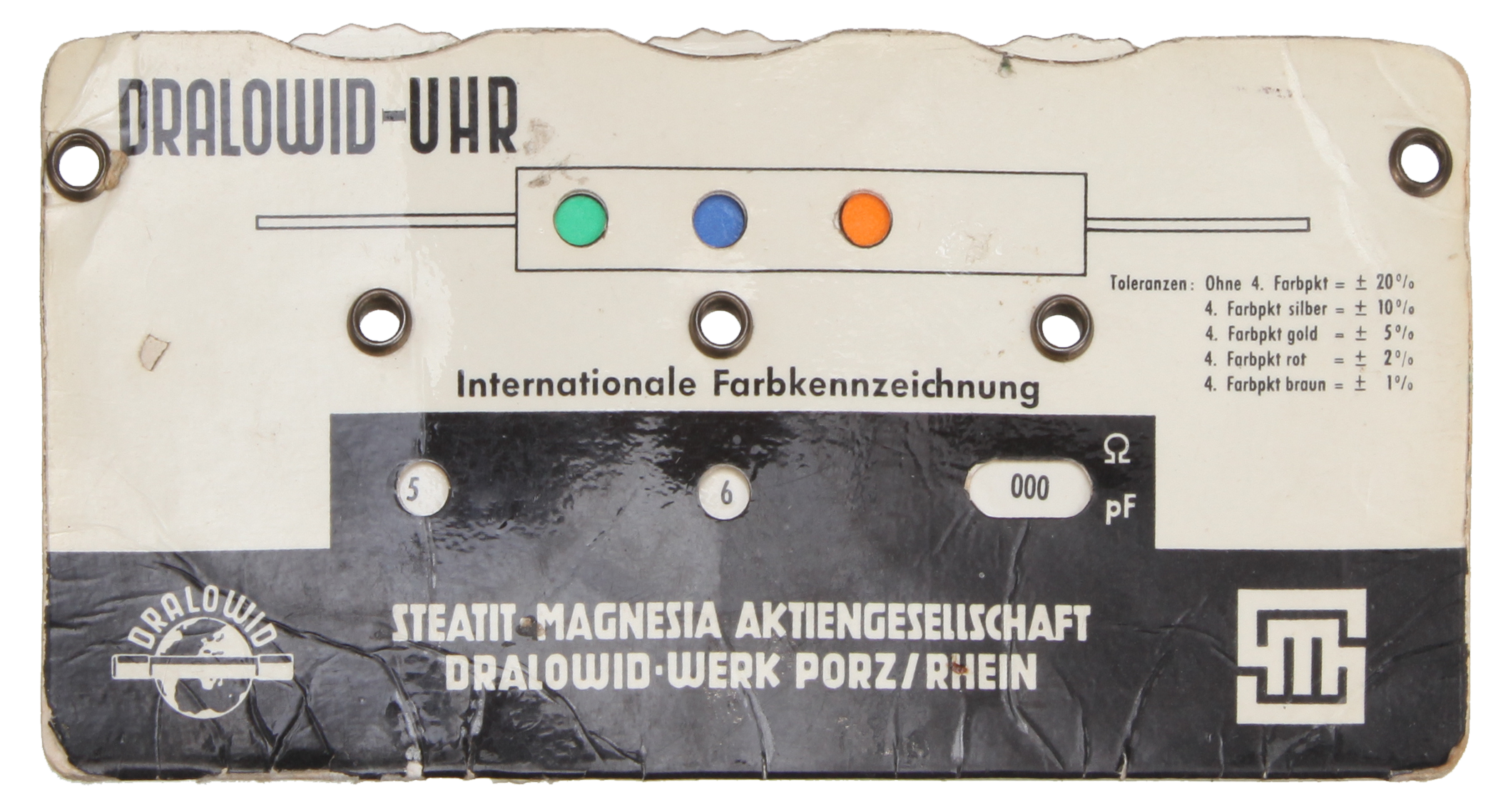
„Dralowid-Uhr“ aus Porz

Nach etlichen Fusionen (seit 1970 gehörte die STEMAG zum AEG-Konzern) wurde das Porzer Dralowid-Werk zum 1. Juli 1971 der CRL Electronic Bauelemente GmbH einverleibt. Die Firma baute nach und nach Aufgaben und Arbeitsplätze ab, bis schließlich 1972 noch 56 Mitarbeiter für die endgültige Abwicklung des Unternehmens zur Verfügung standen.

#### Standort Lauf an der Pegnitz
Nach der Eingliederung in den AEG-Konzern ging das Unternehmen im Zuge der Neuordnung der Partnerschaft zwischen Rosenthal und AEG 1971 in der Rosenthal Stemag Technische Keramik GmbH auf. Dieses Unternehmen wurde 1974 in die Rosenthal Technik AG umbenannt, 1985 von der Hoechst AG erworben und ab diesem Zeitpunkt als Hoechst CeramTec AG geführt.